# シアニジン 3-グルコシド
シアニジン 3-グルコシド (Cyanidin 3-glucoside)とは、アントシアニンの一つ。シアニジンの3位に糖のグルコースが結合した配糖体。略称はC3G。クリサンテミン(Chrysanthemin)とも呼ぶ。

## 自然界の存在
ブラックベリー(Rubus fruticosus)に含まれるアントシアニンの9割がシアニジン 3-グルコシドである。また、黒豆（煮豆）を調理するときには鉄鍋を使ったり錆びた古釘を用いることがあるが、黒大豆の表皮にも含まれるシアニジン 3-グルコシドとの結合でつくりだされる錯塩により黒色の発色を良くしている。